# THEカラオケ★バトルのディスコグラフィ
THEカラオケ★バトルのディスコグラフィでは、『THEカラオケ★バトル』の関連CDについて記述する。発売元はポニーキャニオン。

## アルバム

### CD概要
『THEカラオケ★バトル』番組内で年に2度行われるビッグタイトル(『年間チャンピオン決定戦』『春のグランプリ』)の決勝進出者7名(通称「トップ7」)を中心とした出場者の歌唱によるCD。
参加アーティストには「K★Bオールスターズ」というユニット名が与えられている。
CDはオリジナル曲2曲程度とカバー曲7曲程度で構成されている。オリジナル曲はすべての曲で作詞が松井五郎、作曲が馬飼野康二。

### テレビ東京系「THEカラオケ★バトル」BEST ALBUM
2016年12月21日発売。

#### 参加アーティスト(K★Bオールスターズ)
林部智史、城南海、宮本美季、翠千賀、中村萌子、RiRiKA、つるの剛士、角田龍一、堀優衣、佐々木麻衣、鈴木杏奈のシーズン4のトップ7、U-18四天王を中心とした11名。

#### 収録楽曲
1. Over and Over 〜夢は終わらない (歌唱：K★Bオールスターズ)
作詞：松井五郎／作曲：馬飼野康二／編曲：船山基紀
※オリジナル曲
2. 月のしずく (歌唱：城南海)
作詞：Satomi／作曲：松本良喜／編曲：ただすけ
※原曲歌唱：RUI (柴咲コウ)
3. 白いパラソル (歌唱：鈴木杏奈)
作詞：松本隆／作曲：財津和夫／編曲：岩田雅之
※原曲歌唱：松田聖子
4. 駅 (歌唱：RiRiKA)
作詞・作曲：竹内まりや／編曲：松本良喜
※原曲歌唱：中森明菜
5. 366日 (歌唱：つるの剛士、宮本美季)
作詞・作曲：仲宗根泉／編曲：ただすけ
※原曲歌唱：HY
6. ヘッドライト・テールライト (歌唱：翠千賀)
作詞・作曲：中島みゆき／編曲：長岡成貢
※原曲歌唱：中島みゆき
7. 君をのせて (歌唱：堀優衣)
作詞：宮崎駿／作曲：久石譲／編曲：長岡成貢
※原曲歌唱：井上あずみ
8. おひさま〜大切なあなたへ (歌唱：中村萌子)
作詞：岡田惠和／作曲：渡辺俊幸／編曲：岩田雅之
9. ビリーヴ (歌唱：宮本美季)
作詞・作曲：Sweep、EIGO／編曲：安部潤
※原曲歌唱：シェネル
10. いつもそばに歌がある (歌唱：翠千賀、RiRiKA、城南海)
作詞：松井五郎／作曲：馬飼野康二／編曲：安部潤
※オリジナル曲
11. Over and Over 〜夢は終わらない (オリジナルカラオケ)
作曲：馬飼野康二／編曲：船山基紀

### テレビ東京系「THEカラオケ★バトル」 BEST ALBUM II
2017年8月2日発売。

#### 参加アーティスト(K★Bオールスターズ)
城南海、宮本美季、翠千賀、RiRiKA、佐久間彩加、堀優衣、佐々木麻衣、鈴木杏奈、竹野留里のシーズン5のトップ7、U-18四天王の9名。

#### 収録楽曲
1. 恋のラ・ララ (歌唱：鈴木杏奈、佐久間彩加)
作詞：松井五郎／作曲：馬飼野康二／編曲：岩田雅之
※オリジナル曲
2. 鱗 (歌唱：宮本美季)
作詞・作曲：秦基博／編曲：安部潤
※原曲歌唱：秦基博
3. さよならのオーシャン (歌唱：堀優衣)
作詞：大津あきら／作曲：杉山清貴／編曲：岩田雅之
※原曲歌唱：杉山清貴
4. 友達の詩 (歌唱：城南海)
作詞・作曲：中村中／編曲：船山基紀
※原曲歌唱：中村中
5. ひこうき雲 (歌唱：佐久間彩加)
作詞・作曲：荒井由実／編曲：岩田雅之
※原曲歌唱：荒井由実
6. ボヘミアン・ラプソディ (歌唱：翠千賀)
作詞・作曲：フレディ・マーキュリー／編曲：長岡成貢
※原曲歌唱：クイーン
7. シルエット・ロマンス (歌唱：佐々木麻衣)
作詞：来生えつこ／作曲：来生たかお／編曲：長岡成貢
※原曲歌唱：大橋純子
8. つばさ (歌唱：RiRiKA)
作詞：岩谷時子／作曲：太田美知彦／編曲：船山基紀
※原曲歌唱：本田美奈子
9. Over and Over 〜夢は終わらない (合唱Ver.) (歌唱：K★Bオールスターズ)
作詞：松井五郎／作曲：馬飼野康二／編曲：山川恵津子
※オリジナル曲
10. Over and Over 〜夢は終わらない (合唱Ver.) (オリジナルカラオケ)
作曲：馬飼野康二／編曲：山川恵津子
11. ナナナ音頭 (歌唱：U-18四天王【堀優衣、佐々木麻衣、鈴木杏奈、竹野留里】)
作詞：松井五郎／作曲：馬飼野康二／編曲：浜崎史音
※オリジナル曲

### テレビ東京系「THEカラオケ★バトル」 BEST ALBUM III
2017年12月20日発売。品番 PCCA-04604。

#### 参加アーティスト(K★Bオールスターズ)
海蔵亮太、翠千賀、鈴木杏奈、宮本美季、堀優衣、熊田このは、RiRiKAのシーズン6のトップ7の7名。

#### 収録楽曲
1. Wonder Voice (歌唱：K★Bオールスターズ)
作詞：松井五郎／作曲：馬飼野康二／編曲：岩田雅之
※オリジナル曲
2. White Love (歌唱：鈴木杏奈)
作詞・作曲：伊秩弘将／編曲：岩田雅之
※原曲歌唱：SPEED
3. Woman "Wの悲劇"より (歌唱：堀優衣)
作詞：松本隆／作曲：呉田軽穂／編曲：長岡成貢
※原曲歌唱：薬師丸ひろ子
4. 歌うたいのバラッド (歌唱：宮本美季)
作詞・作曲：斉藤和義／編曲：安部潤
※原曲歌唱：斉藤和義
5. 未来へ (歌唱：熊田このは)
作詞・作曲：玉城千春／編曲：浜崎史音
※原曲歌唱：Kiroro
6. 渡良瀬橋 (歌唱：RiRiKA)
作詞：森高千里／作曲：斉藤英夫／編曲：安部潤
※原曲歌唱：森高千里
7. 海の声 (歌唱：海蔵亮太)
作詞：篠原誠／作曲：島袋優／編曲：増崎孝司
※原曲歌唱：浦島太郎 (桐谷健太)リバス高瀬一郎
8. 蘇州夜曲 (歌唱：翠千賀)
作詞：西條八十／作曲：服部良一／編曲：船山基紀
※原曲歌唱：李香蘭
9. 私 (歌唱：堀優衣)
作詞：松井五郎／作曲：馬飼野康二／編曲：船山基紀
※オリジナル曲
10. Wonder Voice (オリジナルカラオケ)
作曲：馬飼野康二／編曲：岩田雅之

### テレビ東京系 「THEカラオケ★バトル」 5th Anniversary BEST
2019年3月20日発売。品番 PCCA-04763。

#### 参加アーティスト(K★Bオールスターズ)
翠千賀、宮本美季、RiRiKA、海蔵亮太、中村萌子、堀優衣、佐々木麻衣、鈴木杏奈、佐久間彩加、城南海（トラック9のみ）

#### 収録楽曲
1. 希望のSwitch (歌唱：K★Bオールスターズ)
作詞：松井五郎／作曲：馬飼野康二／編曲：船山基紀
※オリジナル曲
2. I LOVE YOU (歌唱：宮本美季)
作詞・作曲：尾崎豊／編曲：安部潤
※原曲歌唱：尾崎豊
3. 残酷な天使のテーゼ (歌唱：鈴木杏奈)
作詞：及川眠子／作曲：佐藤英敏／編曲：岩田雅之
※原曲歌唱：高橋洋子
4. 雪の華 (歌唱：中村萌子)
作詞：Satomi／作曲：松本良喜／編曲：岩田雅之
※原曲歌唱：中島美嘉
5. ハナミズキ (歌唱：堀優衣)
作詞：一青窈／作曲：マシコタツロウ／編曲：浜崎史音
※原曲歌唱：一青窈
6. つぐない (歌唱：佐々木麻衣)
作詞：荒木とよひさ／作曲：三木たかし／編曲：長岡成貢
※原曲歌唱：テレサ・テン
7. 涙そうそう (歌唱：佐久間彩加)
作詞：森山良子／作曲：BEGIN／編曲：山川恵津子
※原曲歌唱：森山良子
8. 天城越え (歌唱：翠千賀)
作詞：吉岡治／作曲：弦哲也／編曲：船山基紀
※原曲歌唱：石川さゆり
9. Thank you for the song (歌唱：K★Bオールスターズ)
作詞：松井五郎／作曲：馬飼野康二／編曲：岩田雅之
10. 希望のSwitch (オリジナルカラオケ)
作曲：馬飼野康二／編曲：船山基紀
11. Thank you for the song (オリジナルカラオケ)
作曲：馬飼野康二／編曲：岩田雅之

## Over and Over 〜夢は終わらない
『Over and Over 〜夢は終わらない』（オーバー・アンド・オーバー ゆめはおわらない）は、2016年にテレビ番組『THEカラオケ★バトル』の出場者によって結成されたユニット『K★Bオールスターズ』による楽曲。
2016年11月23日放送の「THEカラオケ★バトル U-18歌うま大甲子園　2016王座決定戦 4時間SP」番組内でレコーディング映像の一部が放送され、この回から番組のエンディング曲としても使用されている。

### テレビでの披露
- 2017年2月21日放送の「プレミアMelodiX!」で「K★Bオールスターズ」が出演、曲を披露[9]。
- 2017年6月21日放送の「THEカラオケ★バトル U-18歌うま甲子園 2017夏の頂上決戦」において、出場者の佐藤絢音が挑戦・披露、98.724点を獲得[10]。

## DVD
- THE カラオケ★バトル 2016年間チャンピオン決定戦 - 2016年10月12日放送回[11]を収録[12]。
- THE カラオケ★バトル 2016　U-18歌うま甲子園 - 2016年9月7日放送回[13]を収録[14]。